# Cantone di Tuzla
Il Cantone di Tuzla (Тuzlanski Kanton in bosniaco, Tuzlanska Županija in croato e Тузлански Кантон in serbo) è un cantone della Bosnia ed Erzegovina con 445.025 abitanti (censimento 2013). Il capoluogo è Tuzla, che dà il nome all'intera area.

## Geografia antropica

### Suddivisioni amministrative
Il cantone è diviso in 13 comuni:
- Banovići
- Čelić
- Doboj Istok
- Gradačac
- Gračanica
- Kladanj
- Kalesija
- Lukavac
- Sapna già parte di Zvornik
- Srebrenik
- Teočak già parte di Ugljevik
- Živinice
- Tuzla

La superficie del cantone è di 2,908 km². Al censimento del 1991 la popolazione del cantone ammontava a 949.621 abitanti. Vent'anni dopo (2011) la popolazione fu più che dimezzata (-52,6%). All'epoca il 60% era di etnia bosgnacca (musulmano-bosniaca), il 28% di etnia serba e il 9% di etnia croata ed il resto si dichiarò "iugoslavo" o "altro". Oggi il cantone è abitato quasi totalmente da musulmano-bosniaci: nel 2002 la percentuale stimata era del 90% (546.814 su 607.571 abitanti).
Il cantone venne creato dagli accordi bosniaco-croati di Washington nel 1994 e i suoi confini vennero definiti con l'Accordo di Dayton nel 1995.
Il forte medievale meglio preservato della Bosnia si trova a Srebrenik e risale al 1333.